# Gian Paolo Rosmino
Gian Paolo Rosmino (Torino, 2 luglio 1888 – Rapallo, 20 luglio 1982) è stato un attore, regista e sceneggiatore italiano.

## Biografia
Gian Paolo Rosmino (che sarà poi talora accreditato come Paolo Rosmino), diplomato in Ragioneria, frequenta sin da giovane alcune Compagnie di Filodrammatici della sua città natale, sino a debuttare nella Compagnia di Gero Zambuto, per passare poi con quella di Annibale Ninchi.
Abbandonato il teatro per il cinema muto, lavora prima come attore e poco dopo anche come regista, negli studi torinesi. Sua moglie Erminia Peretto (1893-1977), con il nome d'arte Suzanne Fabre, reciterà in alcuni suoi film.
Alla fine degli anni venti torna in teatro con Ruggero Ruggeri e Antonio Gandusio, ed in seguito parte per una lunga serie di spettacoli anche in teatri in Sud America. Al ritorno Goffredo Alessandrini lo scrittura come protagonista del primo film sonoro da lui interpretato Don Bosco; successivamente si divide tra recitazione e regie, interpretando un gran numero di pellicole, per chiudere la sua attività cinematografica nel 1964.
Gian Paolo Rosmino ha interpretato e/o diretto, prodotto, sceneggiato oltre cento film con alcune delle attrici e dive più importanti di quegli anni tra le quali: Lyda Borelli, Suzanne Fabre (che diventerà sua moglie e madre della figlia e futura regista televisiva Gigliola Rosmino che reciterà adolescente in un film diretto dal padre, Le signorine della villa accanto del 1942, nel quale ballerà con un giovane Alberto Sordi), Italia Almirante Manzini, Olimpia Barroero, Lydia Quaranta, Leda Gys, Elena Makowska, Clara Calamai, Vivi Gioi, Mara Pradel e, in tempi più recenti, Gina Lollobrigida, Rossana Podestà, Anna Maria Ferrero, Sylva Koscina, Luciana Paluzzi e Paola Quattrini (bambina).

## Filmografia

### Attore

#### Cinema
- La falsa strada, regia di Roberto Danesi - cortometraggio (1913)
- Follia, regia di Roberto Danesi - cortometraggio (1913)
- Il raggio meraviglioso, regia di Roberto Danesi - cortometraggio (1913)
- La macchia indelebile, regia di Alberto Degli Abbati - cortometraggio (1913)
- Ma l'amor mio non muore, regia di Mario Caserini (1913)
- Nerone e Agrippina, regia di Mario Caserini (1914)
- Mai più! (1914)
- Iwna, la perla del Gange, regia di Giuseppe Pinto (1914)
- Cofanetto dei milioni, regia di Piero Calza-Bini (1914)
- Guerra in tempo di pace, regia di Camillo De Riso (1914)
- Lo scrigno dei milioni, regia di Gino Calza-Bini (1914)
- Pagine sparse, regia di Giuseppe De Liguoro (1914)
- Tenebre..., regia di Carlo Gervasio (1914)
- Brivido di morte - cortometraggio (1914)
- Diamanti e documenti, regia di Domenico Gaido - cortometraggio (1915)
- Il gioco dell'amore, regia di Giovanni Enrico Vidali (1915)
- La pantomima della morte, regia di Mario Caserini (1915)
- Le memorie del diavolo, regia di Giuseppe Pinto (1915)
- Sul campo dell'onore, regia di Amleto Palermi (1915)
- Sul limite del Nirvana, regia di Vittorio Rossi Pianelli (1915)
- Passano gli Unni, regia di Mario Caserini (1916)
- Come in quel giorno (Como aquel día), regia di Mario Caserini (1916)
- Fiore di autunno (Flor de otoño), regia di Mario Caserini (1916)
- La vita e la morte (La vida y la muerte), regia di Mario Caserini (1917)
- Ironie della vita, regia di Mario Roncoroni (1917)
- Leda senza cigno, regia di Giulio Antamoro (1918)
- La riscossa delle maschere, regia di Gustavo Zaremba de Jaracewski (1919)
- Le due rose, regia di Camillo De Rossi (1919)
- Mia moglie si è fidanzata, regia di Gero Zambuto (1921)
- Il club degli stravaganti, regia di Gero Zambuto (1921)
- La pianista di Haynes, regia di Ubaldo Maria Del Colle (1921)
- La trappola, regia di Eugenio Perego (1922)
- Un cuore, un pugnale, un cervello, regia di Charles Krauss (1922)
- Il miraggio di mezzanotte, regia di Achille Consalvi (1922)
- I martiri d'Italia, regia di Domenico Gaido (1927)
- Aldebaran, regia di Alessandro Blasetti (1935)
- Don Bosco, regia di Goffredo Alessandrini (1935)
- La danza delle lancette, regia di Mario Baffico (1936)
- Bertoldo, Bertoldino e Cacasenno, regia di Giorgio Simonelli (1936)
- Marcella, regia di Guido Brignone (1937)
- L'ospite di una notte, regia di Giuseppe Guarino (1939)
- La mia canzone al vento, regia di Guido Brignone (1939)
- L'amore si fa così, regia di Carlo Ludovico Bragaglia (1939)
- L'attore scomparso, regia di Luigi Zampa (1941)
- Il fanciullo del West, regia di Giorgio Ferroni (1942)
- Rita da Cascia, regia di Antonio Leonviola (1943)
- Sant'Elena, piccola isola, regia di Umberto Scarpelli e Renato Simoni (1943)
- I miserabili, regia di Riccardo Freda (1948) - non accreditato
- La fiamma che non si spegne, regia di Vittorio Cottafavi (1949)
- Enrico Caruso, leggenda di una voce, regia di Giacomo Gentilomo (1951)
- Le meravigliose avventure di Guerrin Meschino, regia di Pietro Francisci (1952)
- Melodie immortali, regia di Giacomo Gentilomo (1953)
- Il ritorno di don Camillo, regia di Julien Duvivier (1953)
- Il sacco di Roma, regia di Ferruccio Cerio (1953)
- Frine, cortigiana d'Oriente, regia di Mario Bonnard (1953)
- Giuseppe Verdi, regia di Raffaello Matarazzo (1953) - non accreditato
- La figlia di Mata Hari, regia di Renzo Merusi e Carmine Gallone (1954)
- Un giglio infranto, regia di Giorgio Walter Chili (1955)
- Un po' di cielo, regia di Giorgio Moser (1955)
- Il prezzo della gloria, regia di Antonio Musu (1955)
- Orlando e i paladini di Francia, regia di Pietro Francisci (1956)
- Mio figlio Nerone, regia di Steno (1956)
- La ragazza del Palio, regia di Luigi Zampa (1957)
- Le fatiche di Ercole, regia di Pietro Francisci (1958)
- Afrodite, dea dell'amore, regia di Mario Bonnard (1958)
- Totò nella Luna, regia di Steno (1958)
- Primo amore, regia di Mario Camerini (1959)
- La battaglia di Maratona, regia di Jacques Tourneur e Mario Bava (1959)
- Il ladro di Bagdad, regia di Arthur Lubin e Bruno Vailati (1961)
- L'arciere delle mille e una notte, regia di Antonio Margheriti (1962)
- L'ira di Achille, regia di Marino Girolami (1962)
- La vendetta di Spartacus, regia di Michele Lupo (1964)

#### Televisione
- Le inchieste del commissario Maigret, regia di Mario Landi (1965) (serie TV - due episodi)

### Attore e regista
- L'amicizia di Polo - cortometraggio (1913)
- La strega (1915)
- Gli invasori - cortometraggio (1918)
- Per la sua bocca (1919)
- Te lo dirò domani (1919)
- La dame en gris (1919)
- La signora innamorata (1920)
- Fugge la gloria (1920)
- La telefonata del diavolo (1920)
- Onda sanguigna - cortometraggio (1921)
- Te chiamme Maria (1921)
- Nterra 'e Surriento (1928)

### Regista
- L'assassinio del Jokey (1920)
- Le signorine della villa accanto (1942)
- L'ippocampo (1945)

### Regista e sceneggiatore
- Le sorprese del vagone letto (1940)

### Sceneggiatore
- Ironie della vita, regia di Mario Roncoroni (1917)